# NGC 5458
NGC 5458 – chmura gwiazd i obszar H II w południowej części galaktyki Messier 101 znajdującej się w gwiazdozbiorze Wielkiej Niedźwiedzicy. Odkrył ją 27 kwietnia 1851 roku Bindon Stoney – asystent Williama Parsonsa.